# All England Lawn Tennis and Croquet Club
O All England Lawn Tennis and Croquet Club, também conhecido simplesmente como All England Club, com sede em Church Road, Wimbledon, Londres, Inglaterra, é um clube privado. É mais conhecido como o local do "Wimbledon Championships", o único evento de tênis do Grand Slam ainda realizado na grama. Inicialmente um evento amador que ocupava os membros do clube e seus amigos por alguns dias a cada verão, os campeonatos se tornaram muito mais proeminentes do que o próprio clube. No entanto, ainda opera como um clube de tênis para membros.
O clube tem 375 membros plenos, cerca de 100 membros temporários e vários membros honorários. Para se tornar um membro efetivo ou temporário, o candidato deve obter cartas de apoio de quatro membros efetivos existentes, dois dos quais devem conhecer o candidato há pelo menos três anos. O nome é então adicionado à lista de candidatos. Os membros honorários são eleitos periodicamente pelo comitê do clube. A associação dá direito a comprar dois ingressos para cada dia do campeonato de Wimbledon. Além disso, todos os campeões são convidados a se tornarem membros.
A princesa de Gales é a patrona do clube desde 2016, quando a então monarca Elizabeth II recuou de vários patrocínios reais.

## Histórico
O clube foi fundado por seis cavalheiros nos escritórios do The Field em 23 de julho de 1868, no auge da moda do croquet como o "All England Croquet Club", e realizou sua primeira competição de croquet em 1870. Seu terreno original era situado perto de Worple Road, Wimbledon. O croquet era muito popular lá até que o esporte infantil do tênis de grama (um jogo introduzido pelo Major Walter Clopton Wingfield um ano antes e originalmente chamado de Sphairistikè) foi introduzido em 1875, quando um gramado foi reservado para este propósito. O primeiro campeonato masculino de tênis em simples foi realizado em julho de 1877, quando o clube mudou seu nome para "The All England Croquet and Lawn Tennis Club".Naquele ano, o serviço em Wimbledon era executado por baixo. O campeão, Spencer Gore, opinou que "o tênis de grama nunca estará entre os nossos grandes jogos". Em 1878, a altura da rede foi alterada para 4 pés e 9 polegadas (1,45 m) nos postes e 3 pés (0,91 m) no centro. Em 1882, o nome croquet foi retirado, pois o tênis havia se tornado a principal atividade do clube. Mas em 1899 foi restaurado o nome do clube por razões sentimentais, e o nome do clube tornou-se The All England Lawn Tennis and Croquet Club.
Em 1884, o clube acrescentou as categorias "Ladies' Singles" ("simples feminino") e "Gentlemen's Doubles" ("duplas masculino"), e depois em 1913 Duplas Femininas e Duplas Mistas. Para os Jogos Olímpicos de Verão de 1908, o local sediou os eventos de "Grass Courts tennis". As primeiras cores do clube eram quase idênticas às dos Royal Marines, então elas foram alteradas em 1909 para as cores atuais, verde escuro e roxo. A popularidade da francesa Suzanne Lenglen foi a grande responsável por forçar o clube a se mudar para um terreno maior em seu local atual em Church Road, Wimbledon, em 1922, onde seu primeiro campeonato foi "assolado pela chuva todos os dias".

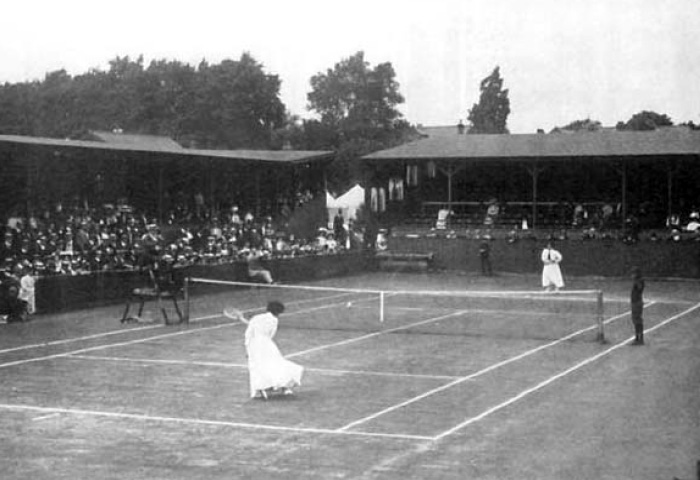
Finais do "Ladies' lawn tennis singles tournament" nas Olimpíadas de 1908, no clube.

A atual quadra central data desse ano. Ela foi melhorada e ampliada em várias ocasiões. Mais recentemente, um teto deslizante foi adicionado a tempo para o campeonato de 2009. Em 1924, a antiga quadra nº 1 foi inaugurada no lado oeste da quadra central. Durante a Segunda Guerra Mundial, os campeonatos foram suspensos, mas o clube permaneceu aberto com uma equipe muito menor e foi usado para serviços de bombeiros e ambulâncias, para a "Home Guard" britânica, uma unidade de descontaminação, e tropas estacionadas nas proximidades treinavam no saguão principal. Às 17h20 em 11 de outubro de 1940, cinco bombas alemãs de 50 libras atingiram o local, demolindo 1.200 assentos na Quadra Central. A antiga quadra nº 1 foi substituída pela atual em 1997, e o "Broadcast Center" foi construído ao mesmo tempo. Pouco tempo depois, o Edifício Millennium, que abriga instalações para jogadores, imprensa, dirigentes e sócios, foi construído no local da antiga quadra nº 1. O local da Church Road inicialmente se estendia apenas até o norte da Center Court. Em 1967, o All England Club comprou 11 acres (4,5 ha) ao norte. 
O All England Club, por meio de sua subsidiária The All England Lawn Tennis Ground plc, emite debêntures para fãs de tênis a cada cinco anos para levantar fundos para despesas de capital. As debêntures originais foram emitidas em 1920. Cada debênture fornece um par de ingressos para cada dia do torneio por cinco anos. Apenas os debenturistas estão legalmente autorizados a vender seus bilhetes a terceiros.
Em 2011, o clube estabeleceu outra subsidiária, The All England Lawn Tennis Club (Championships) Limited, negociando como AELTC, e transferiu todos os seus ativos relacionados ao The Championships para essa entidade em 1º de agosto daquele ano. Desde aquela época, as atividades do clube foram conduzidas separadamente daquelas do The Championships.
O clube foi palco do evento de tênis nos Jogos Olímpicos de Verão de 2012.
Em junho de 2020, Wimbledon foi cancelado pela primeira vez desde a Segunda Guerra Mundial devido à pandemia de COVID-19. Wimbledon foi cancelado várias vezes durante as guerras: na Primeira Guerra Mundial entre 1915-1918 e na Segunda Guerra Mundial entre 1940 e 1945.
A partir de junho de 2022, Wimbledon será disputado em um domingo pela primeira vez desde 2016, em substituição ao tradicional dia de descanso.
Em 2023, Debbie Jevans se tornará a primeira presidente do conselho que sucederá Ian Hewitt no final do Campeonato de Wimbledon de 2023.

### Ataque terrorista sufragista de 1913
Uma tentativa fracassada foi feita para destruir o terreno em 1913, como parte do bombardeio sufragista e campanha de incêndio criminoso. Durante os anos anteriores à Primeira Guerra Mundial, as sufragistas, como parte de sua campanha pelo voto feminino, realizaram incêndios criminosos e atentados a bomba em todo o país. Em 27 de fevereiro de 1913, uma mulher sufragista "entre 30 e 35 anos" foi presa dentro do terreno, após ser vista por um jardineiro escalando uma cerca viva por volta da meia-noite. Ela foi encontrada com parafina e aparas de madeira, com o propósito de atear fogo no local. A mulher se recusou a dar seu nome ou qualquer informação e mais tarde foi condenada a dois meses de prisão.

## Instalações

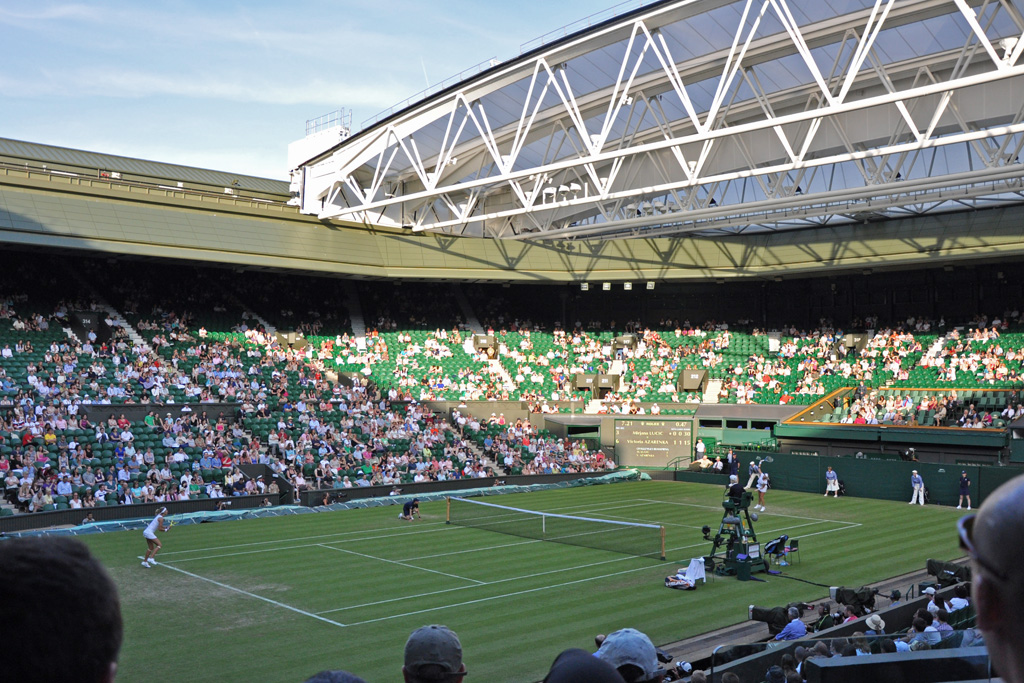
Vista do "teto/cortina retrátil" da "Center Court".

O clube conta atualmente com 18 quadras de grama para torneios, oito quadras de saibro americano, duas quadras de acrílico e seis quadras cobertas. Há também 22 quadras de grama do Aorangi Park, que servem como quadras de treino dos competidores antes e durante os campeonatos. As quadras de grama podem ser usadas de maio a setembro. A grama foi cortada para 8 mm desde 1995, e 100% de azevém perene tem sido usado por sua força desde 2001 (antes disso, era 70% de centeio perene e 30% de festuca vermelha rastejante). As quadras são renovadas em setembro, usando nove toneladas de sementes de capim anualmente.
A maior quadra é a Center Court, que recebe as finais dos principais eventos de simples e duplas do "The Championships". Há uma inscrição acima da entrada da Quadra Central que diz "Se você puder encontre o triunfo e o fracasso / E trate esses dois impostores da mesma forma" - versos do poema "If" de Rudyard Kipling. Esta quadra também serviu como o local principal para os eventos de tênis nos Jogos Olímpicos de Verão de 2012. Inicialmente, as quadras foram dispostos de forma que a quadra principal se situasse no meio com as outras dispostas ao seu redor; daí o título "Centre Court".
A atual quadra central, construída em 1922 após a mudança do clube, não estava realmente no centro na época em que foi construída, mas como novas quadras foram adicionadas nos anos posteriores, tornou-se uma descrição mais precisa. Atualmente acomoda 15.000 - expandido de 14.000 após a reforma em 2007-08 (espacialmente, a expansão é maior do que esses números implicam, pois os assentos foram ampliados) e (em 2009) é o quarto maior estádio de tênis do mundo. O Clube instalou um teto retrátil na quadra central que foi concluído em maio de 2009. Trata-se de uma "sanfona dobrável" de 5.200 metros quadrados de tecido translúcido impermeável que permite a entrada de luz natural na grama, e abre ou fecha em menos de 10 minutos. O trabalho de redesenvolvimento começou em 2006, e a quadra central não tinha telhado durante o campeonato de 2007.
A outra "quadra de exibição" é a quadra nº 1, construída em 1997, que acomoda cerca de 11.500 pessoas e ocasionalmente recebe partidas da Copa Davis (a quadra central geralmente é reservada para o campeonato de Wimbledon). Ela foi equipado com um teto retrátil semelhante à Center Court e foi revelado em uma cerimônia especial em 19 de maio de 2019.
Uma nova quadra nº 2 com 4.000 assentos foi usada pela primeira vez no campeonato de 2009. A antiga quadra nº 2 foi renomeada como quadra nº 3 em 2009 e foi reconstruída após o campeonato de 2009. O terreno passou por uma grande reforma como parte do Plano Diretor de Wimbledon.
Em dezembro de 2018, o clube concordou com um pacote de compensação de £ 65 milhões com os membros do adjacente Wimbledon Park Golf Club para reduzir o aluguel do terreno para expandir.
O clube também abriga o Wimbledon Lawn Tennis Museum.

## Os Torneios

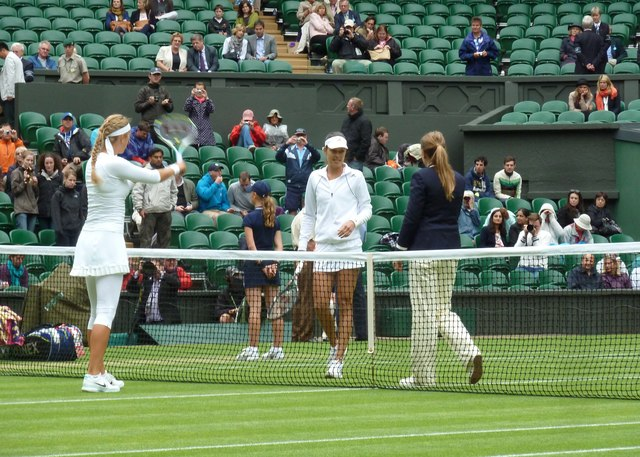
Preparativos para o jogo entre
Victoria Azarenka e Ana Ivanovic
no torneio de 2012.

Entre as características que diferenciam os Torneios de Wimbledon dos outros Grand Slams estão o fato de serem disputados em quadras de grama, exigirem que os jogadores usem branco e, até 2021, o domingo do meio era um dia de folga (embora às vezes – em 1991, 1997, 2004 e 2016 – o mau tempo fez com que o jogo fosse necessário). As bolas também eram brancas até 1986. O vencedor do Gentlemen's Singles no The Championships recebe um troféu de ouro com as palavras: "The All England Lawn Tennis Club Single Handed Champion of the World".
Os campeonatos atraem cerca de 450.000 pessoas. Noventa por cento do superávit financeiro que o clube gera com a realização dos campeonatos é usado para desenvolver o tênis na Grã-Bretanha; entre 1998 e 2016, o superávit variou de £ 25 a 40 milhões por ano. Os campeonatos são administrados por um Comitê de Administração composto por 12 membros do clube e sete indicados da The Lawn Tennis Association (LTA). O Comitê de 2017 incluiu os seguintes membros do Clube: P.G.H. Brook (presidente), Sra. S.J. Ambrose, The Lord O'Donnell GCB, R.M. Grado, T. H. Henman O.B.E., I.L. Hewitt, Sra. A.W.L. Innes, S.A. Jones L.V.O, R.T. Stoakes, A.J.K. Tatum, Miss DA Jevans CBE, The Hon H B Weatherill.

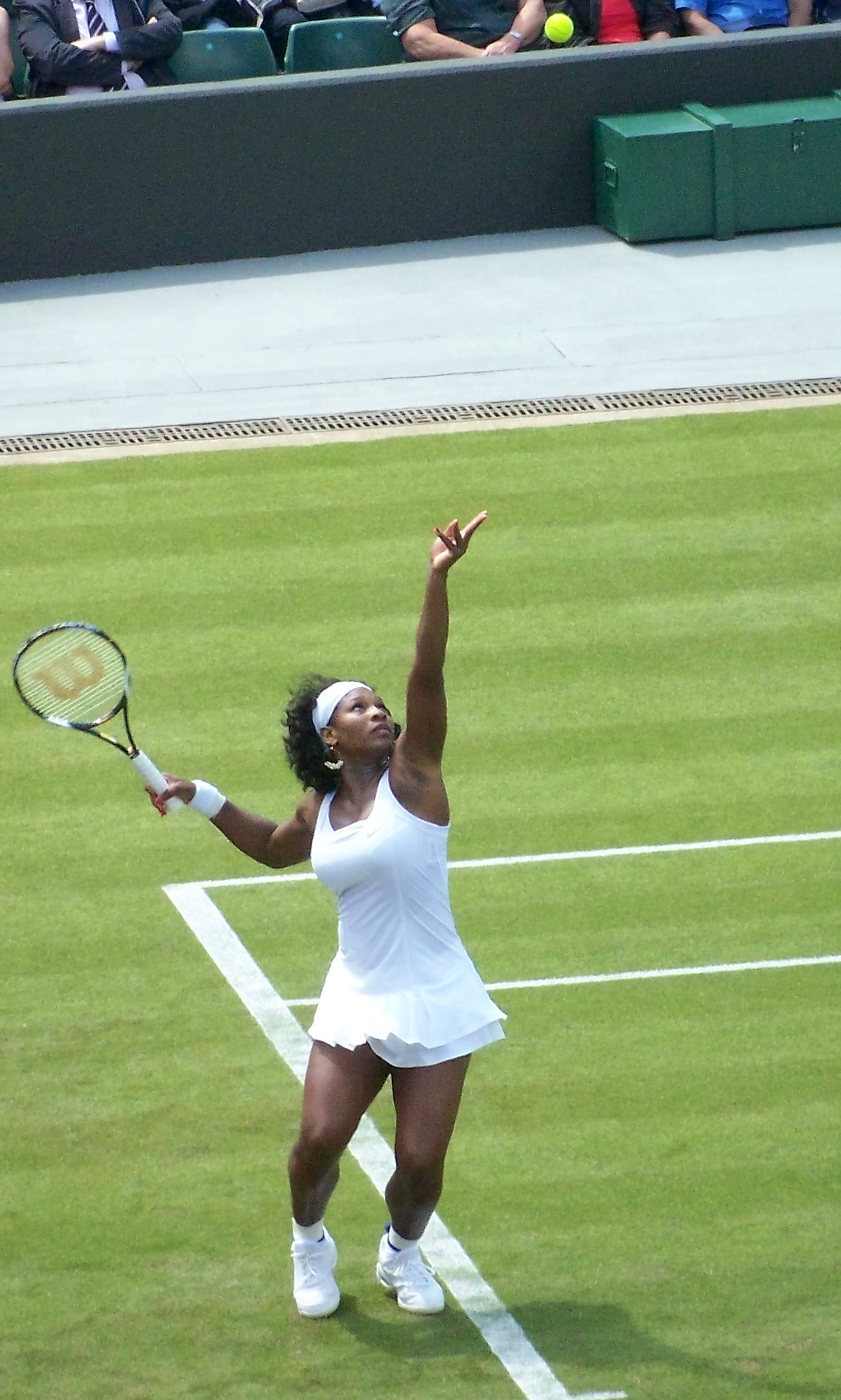
Serena Williams, que se tornou
multicampeã em Wimbledon.

Em 2003, uma longa tradição de jogadores da Corte Central curvando-se ou fazendo reverências ao camarote real foi descontinuada por ordem do duque de Kent, com exceção da presença da rainha ou do príncipe de Gales. Andy Murray e Jarkko Nieminen escolheram se curvar quando a Rainha visitou o The Championships para a partida da segunda rodada de 2010, assim como Roger Federer e Fabio Fognini na partida da segunda rodada, assistida pelo Príncipe de Gales, em 2012. Em dezembro de 2016, foi anunciado que a então duquesa de Cambridge sucederia a rainha como patrona do AELTC e dos campeonatos, a partir de janeiro de 2017.

## Controvérsias
Os jogadores negros não foram autorizados a jogar no clube até 1951, e os judeus não foram admitidos até 1952. De acordo com Angela Buxton, a ex-campeã britânica de duplas de Wimbledon, judia, isso também levou à sua exclusão. Buxton disse em 2004, refletindo sobre o fato de que o All England Club, quase 50 anos após o triunfo de Buxton em Wimbledon em 1956 com Althea Gibson, ainda não havia convidado Buxton para ingressar: "Acho que o anti-semitismo ainda está lá. O mero fato de que não sou membro é uma frase completa que fala por si." Buxton disse ao repórter do New York Post, Marc Berman, que ela estava na "lista de espera" desde que se inscreveu na década de 1950. "Gostaria que ainda não fosse um esporte de elite", disse Buxton a Berman. "Gostaria que pudéssemos reduzi-lo a uma linha de base comum. Está indo nessa direção. Ainda não está lá."
Em 2006, o presidente Tim Phillips disse que pagar prêmios em dinheiro iguais para homens e mulheres no The Championships era algo que eles "fundamentalmente não acham que seria justo para os homens" (devido aos homens jogarem melhor de cinco sets, e as mulheres apenas melhor de três). Os campeonatos introduziram prêmios iguais em dinheiro no ano seguinte.

## Brazão de armas
|  | Notas Concedido em 23 de abril de 1993 por Colin Cole. Crista Dois braços encurvados em argento e as mãos apropriadas segurando no alto uma representação do Troféu de Ouro do Campeonato Gentelmen's Singles de Wimbledon. Torso Argento e Verde Brasão Argento cinco faixas Verdes acima de tudo em uma pilha saindo do elmo ao longo de um roundel púrpura ondulado. Apoio Dois leões salientes reguardant por fess Vert e Purpure semy of roundels Argent langued Purpure. Base A superfície de uma quadra de tênis. |